# Brillion
Brillion és una població dels Estats Units a l'estat de Wisconsin. Segons el cens del 2000 tenia 2.937 habitants.

## Demografia
Segons el cens del 2000, Brillion tenia 2.937 habitants, 1.155 habitatges, i 818 famílies. La densitat de població era de 436,1 habitants per km².
Dels 1.155 habitatges en un 32,6% hi vivien nens de menys de 18 anys, en un 60,6% hi vivien parelles casades, en un 7,7% dones solteres, i en un 29,1% no eren unitats familiars. En el 25,2% dels habitatges hi vivien persones soles el 12,3% de les quals corresponia a persones de 65 anys o més que vivien soles. El nombre mitjà de persones vivint en cada habitatge era de 2,53 i el nombre mitjà de persones que vivien en cada família era de 3,03.
Per edats la població es repartia de la següent manera: un 26,3% tenia menys de 18 anys, un 8,2% entre 18 i 24, un 29,1% entre 25 i 44, un 21,9% de 45 a 60 i un 14,6% 65 anys o més.
L'edat mediana era de 36 anys. Per cada 100 dones de 18 o més anys hi havia 93,2 homes.
La renda mediana per habitatge era de 46.633 $ i la renda mediana per família de 52.989 $. Els homes tenien una renda mediana de 37.106 $ mentre que les dones 24.318 $. La renda per capita de la població era de 20.754 $. Aproximadament l'1,6% de les famílies i el 2,5% de la població estaven per davall del llindar de pobresa.

## Poblacions més properes
El següent diagrama mostra les poblacions més properes.